# 河北省传统村落列表
中国传统村落是由中华人民共和国住房和城乡建设部、文化和旅游部、国家文物局、财政部、自然资源部、农业农村部予以公布，目前已公布六批共8155个村落，其中河北省276个：第一批32个，第二批7个，第三批18个，第四批88个，第五批61个，第六批70个。

## 石家庄市

### 井陉县
- 南障城镇：大梁江村、吕家村、七狮村、小梁江村、大王帮村
- 于家乡：于家村、南张井村、张家村、狼窝村、高家坡村、水窑洼村、当泉村
- 南峪镇：地都村、南峪村、台头村
- 天长镇：小龙窝村、梁家村、宋古城村、核桃园村、长生口村、吴家垴村、庄旺村、板桥村、石桥头村、乏驴岭村、北关村、东关村、河东村、东窑岭村
- 秀林镇：南横口村、南张村、北张村
- 小作镇：卢峪村、沙窑村
- 苍岩山镇：杨庄村、汪里村、固兰村
- 测鱼镇石门村
- 辛庄乡：小切村、苏家嘴村、胡仁村、洪河漕村、桃王庄村
- 南王庄乡：河应村、东尖山村
- 威州镇北平望村
- 北正乡赵村铺村
- 孙庄乡孙庄村

### 鹿泉市
- 白鹿泉乡水峪村

### 赞皇县
- 嶂石岩乡嶂石岩村

### 平山县
- 杨家桥乡：大坪村、大庄村、九里铺村
- 北冶乡：黄安村、井子峪村、沕沕水村
- 蛟潭庄镇寨北村

### 井陉矿区
- 贾庄镇贾庄村
- 凤山镇南凤山村

## 邯郸市

### 磁县
- 陶泉乡：花驼村、南王庄村、北岔口村、北王庄村、西花园村、齐家岭村
- 北贾壁乡：北贾壁村、岗西村、双和村、西苗庄村
- 白土镇：吴家河村、五合村
- 都党乡同义村

### 涉县
- 偏城镇偏城村
- 固新镇：原曲村、固新村
- 关防乡：宋家村、岭底村、后岩村
- 河南店镇赤岸村
- 井店镇：王金庄村、禅房村
- 更乐镇：大洼村、南漫驼村
- 辽城乡岩上村
- 鹿头乡东鹿头村

### 武安市
- 石洞乡：什里店村、河西村
- 伯延镇伯延村
- 午汲镇大贺庄村
- 冶陶镇：安子岭村、固义村、冶陶村
- 邑城镇白府村
- 管陶乡：朝阳沟村、万谷城村
- 贺进镇后临河村
- 马家庄乡没口峪村
- 北安庄乡黄粟山村
- 徘徊镇西河下村
- 磁山镇南岗村、眀峪村

### 峰峰矿区
- 和村镇：金村、李岗西村、八特村、刘岗西村、东苑城村
- 界城镇老鸦峪村
- 义井镇：王三村、北侯村、山底村、宿凤村、南侯村
- 彭城镇张家楼村
- 大峪镇南山村

### 永年区
- 永合会镇王边村

## 邢台市

### 信都区
- 路罗镇：英谈村、鱼林沟村、桃树坪村、茶旧沟村、贺家坪村、坡子村、天明关村、杜彬村、小戈廖村、牛豆台村
- 南石门镇：崔路村、姚坪村、大贾乡村
- 皇寺镇皇寺村
- 将军墓镇：内阳村、前河岔村
- 太子井乡：龙化村、石坡头村
- 北小庄乡：东石善村、白杨庄村、龙门村
- 浆水镇：安庄村、前南峪村、寨上村、菜树沟村、宋家峪村、冯家沟村、南口村
- 城计头乡：道沟村、押石村
- 冀家村乡：石板房村、东庄村

### 沙河市
- 柴关乡：王硇村、西沟村、绿水池村、安河村、彭硇村、石门沟村、马峪村、陈硇村、杜硇村、杏花庄村 、东沟村、大康村、高庄村、柴关村、银河沟村
- 册井乡：北盆水村、册井村、白庄村、通元井村、贾沟村、八十县村
- 白塔镇樊下曹村
- 十里亭镇：上申庄村、下解村
- 刘石岗乡：大坪村、渐凹村、寺庄村
- 綦村镇：城湾村、 西南沟村
- 蝉房乡：后渐寺村、口上村、 王茜村、渐滩村、前渐寺村、温家沟村、小汗坡村
- 新城镇：白错村、三王村

### 内丘县
- 南赛乡：神头村、石盆村
- 獐么乡黄岔村
- 侯家庄乡小西村

### 临城县
- 郝庄镇郝庄村

## 保定市

### 清苑县
- 冉庄镇冉庄村

### 顺平县
- 腰山镇南腰山村
- 大悲乡刘家庄村
- 台鱼乡北康关村

### 涞水县
- 九龙镇岭南台

### 安新县
- 圈头乡圈头村

### 阜平县
- 龙泉关镇骆驼湾村
- 天生桥镇朱家庵村

### 唐县
- 军城镇和家庄村
- 齐家佐乡史家佐村

### 易县
- 良岗镇小兰村
- 西陵镇：凤凰台村、忠义村

### 定州市
- 长安路街道孟家庄村

## 张家口市

### 蔚县
- 南留庄镇：南留庄村、水西堡村、水东堡村、白后堡村、曹疃村
- 涌泉庄乡：北方城村、闫家寨村、西陈家涧村（任家涧村、卜北堡村）
- 宋家庄镇：上苏庄村、（宋家庄村、大固城村）
- 暖泉镇：北官堡村、西古堡村
- 下宫村乡：苏贾堡村、东庄头村
- 阳眷镇郑家窑村
- 西合营镇赵家湾村
- 南杨庄乡：牛大人庄村、东大云疃村
- 代王城镇马家寨村
- 柏树乡西高庄村

### 怀来县
- 鸡鸣驿乡鸡鸣驿村
- 瑞云观乡镇边城村
- 王家楼乡麻峪口村

### 阳原县
- 浮图讲乡开阳村

### 张北县
- 油篓沟乡黄花坪村

### 怀安县
- 左卫镇石坡底村
- 西沙城乡：东沙城村、段家庄村、朱家庄村

## 唐山市

### 滦县
- 泡石淀乡西刘各庄村

### 遵化市
- 马兰峪镇：马兰关一村、官房村
- 铁厂镇铁厂村
- 建明镇西铺村

## 秦皇岛市

### 抚宁县
- 大新寨镇界岭口村

### 昌黎县
- 两山乡长峪山村

## 衡水市

### 冀州市
- 门家庄乡堤北桥村

## 承德市

### 隆化县
- 章吉营镇姚吉营村